# 青師団
青師団（あおしだん、スペイン語: División Azul, ドイツ語:  Blaue Division）もしくは第250歩兵師団は、第二次世界大戦中、東部戦線においてドイツ軍に参加したスペイン義勇兵の部隊のことである。

## 編成に至るまで
スペイン総統フランシスコ・フランコ大元帥は、第二次世界大戦に際してナチス・ドイツ側に就いて参戦こそしなかったが、義勇兵が東部戦線においてボルシェビズム（ソビエト共産主義）に対してのみ戦うこと、西側連合軍、もしくは西側連合国の支配下の人々と戦わないことをはっきり保障された状態においてドイツ国防軍に加わることを許可した。このようにしてフランコは、スペインと西側連合軍が平和な状態を保ちつつも、同時にドイツ総統アドルフ・ヒトラーに対してスペイン内戦（コンドル軍団の項目を参照）に報いることができた。スペインの外務大臣ラモン・セラーノ・スニェルは義勇兵部隊を編成することを提案、バルバロッサ作戦開始寸前のドイツに対し、フランコはベルリンに支援の公式な申し出を行った。
1941年6月24日、ヒトラーはスペイン義勇兵の受け入れを承認、スペイン全ての大都市圏の募集事務所に希望者が殺到した。サラゴサの士官学校の士官候補生は特に大勢志願した。スペイン政府はまず最初に約4,000名を送る用意ができていたが、将校2,612名、兵士15,492名で総勢18,104名が集まり、師団を編成できると判断した。
将校と下士官の50%が職業軍人であり、その多くがスペイン内戦に参加していた。他の多くの義勇兵がスペインのファシスト政党ファランヘ党のメンバーであった。これには、スペイン国内の参戦派の意を汲んだのと同時に、うるさい参戦派を体良く国外に出す目的もあった。他の人々は共和国派であるという過去、（後の有名な映画監督ルイス・ガルシア・ベルランガ（en）のように）フランコが刑務所に送った親類を救うために、圧力を受け加わった。
アグスティン・ムニョス・グランデスは義勇兵の指揮を命じられた。将兵はスペイン軍の正式な軍服を着用できなかったため、カルロス党（en）員が着用していた赤いベレー帽、スペイン外人部隊で使用されるカーキ色のズボン、ファランヘ党員の青いシャツなど、象徴的な制服を採用、そのため「青師団」というあだ名が付けられることとなった。この制服はスペインから離れた場所のみで使用、戦場での将兵たちはドイツ国防軍の陸軍と共通したグレーの軍服及びシュタールヘルムを着用、右袖の上に「España」とスペインのナショナルカラーの盾形紋章を付けていた。ポルトガルの義勇兵（ポルトガルは中立を維持しようとしており、限られた数のみがドイツへ向かった）はわずかであったが、スペインと同じ行動を取り、「Portugal」とポルトガルの国旗と同じ色の赤と緑で塗られ、盾形紋章を付けたグレーの制服を着用した。

## 配備と行動

### ドイツ国内、師団の訓練と組織

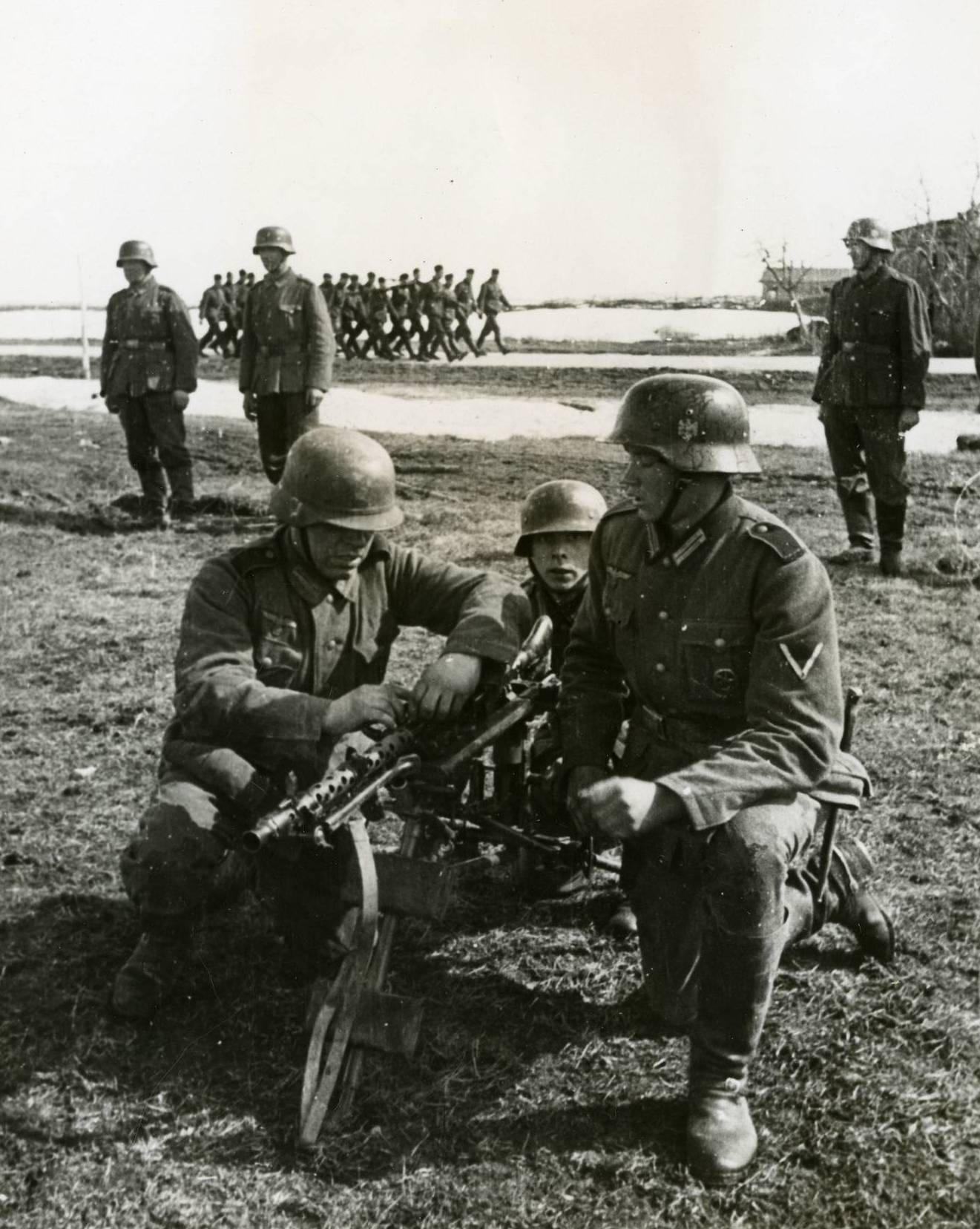
MG34を用いた訓練を実施する青師団の兵士

1941年7月13日、5週間の訓練のためにバイエルンのグラーフェンヴェーア（en）へ向かうための最初の列車がマドリードを出発した。そこで彼らはドイツ国防軍第250歩兵師団に編成され、4個歩兵連隊に分けられた。標準的なドイツ国防軍部隊として編成されたのち、これらの連隊のうちひとつは他の部隊へ分散配置された。そして3個連隊はそれぞれスペインの都市名、バルセロナ、バレンシア、セビリャとそれぞれ称号を付けられた。連隊にはそれぞれ3個大隊（4個中隊）と2個武器中隊が所属していた。砲兵連隊には4個大隊（3個砲兵中隊）が所属、義勇パイロットは「青戦隊（Escuadrilla Azul）」を編成、メッサーシュミットBf109、フォッケウルフ Fw190でソビエト空軍の航空機156機を撃墜した。

### 東部戦線へ（1941年8月 – 10月）
8月20日、共産主義と戦うという修正された軍の誓いを誓った後、青師団は戦いを命じられた。師団はまずモスクワへ進撃していた中央軍集団に配属された。師団は8月28日、列車でポーランドのスヴァウキへ輸送され、その後900kmの行程を徒歩で進まなければならなかった。その行程はクロードノ（Grodno、ベラルーシ）、リダ（ベラルーシ）、ビリニュス（リトアニア）、モロジェーチノ（Molodechno、ベラルーシ）、ミンスク（ベラルーシ）、オルシャ（ベラルーシ）を経由してスモレンスクに入り、そこからモスクワ戦線に向かうというものであった。9月26日、スモレンスクの戦線へ向かい移動している間、スペイン義勇兵たちはヴィチェプスクから行程を変更され、レニングラードで包囲を行っている北方軍集団へ配属、ドイツ第16軍の一部となった。

### ヴォルホフ（1941年8月 – 1942年8月）
まず、ノブゴロド周辺のヴォルホフ（en）に配備、師団本部をGrigorovoにおいた。ヴォルホフ川とイリメニ湖の西側の堤防に沿って、ノブゴロドの南、北の戦線の50Km区画が担当となった。イリン通りSpasa Preobrazheniya教会の博物館の管理人によると、師団は機関銃座として丸屋根の塔頂を利用した。そのため、建物の多くがひどい損害を負い、その中にはフェオファン・グレークの描いた中世のイコンの多くが含まれていた。

### レニングラード（1942年8月 – 1943年10月）

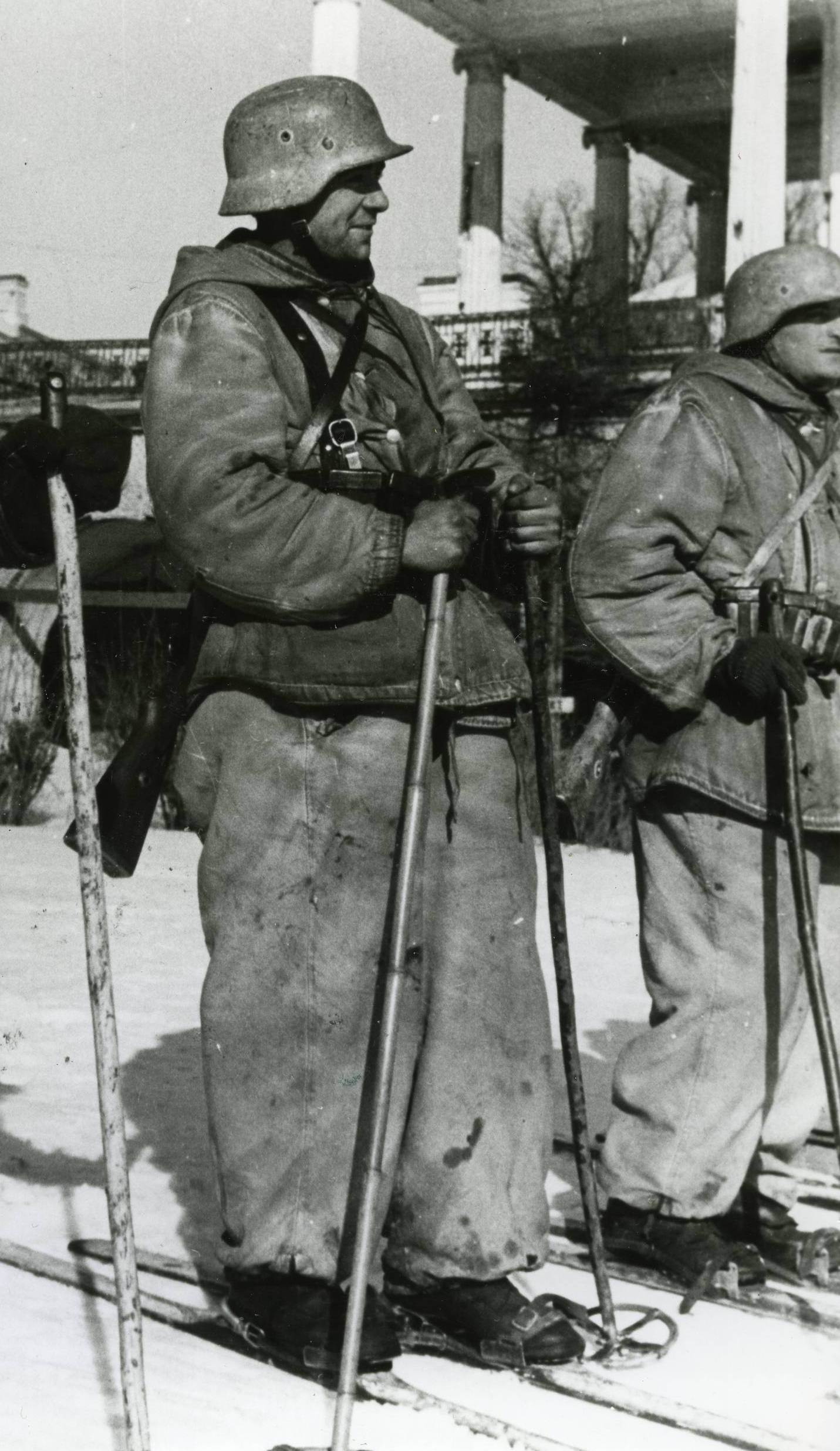
1942年から1943年の間に撮影された青師団のスキー部隊

1942年8月、師団は北へ移動、レニングラード包囲の東南部、プーシュキン（Pushkin）近辺のネヴァ川の南、イジョラ川地域のコルピノ（en）、クラースヌイボール（en）へ配置された。
青師団は2月初旬、ソビエト赤軍第305狙撃兵師団の反撃によりMyasnoi Borで戦ったことと、寒さにより、多大の犠牲者を追いながらもレニングラード戦線に残存した。フランコはより多くの増援を送ったが、その中には義勇兵だけでなく、徴集された人々も含まれていた。ドイツ軍は当初青師団の実力を疑問視していたが、青師団が勇戦する中で評価が高まり、同時に死傷者の数も増えていった。ローテーションを通じて、45,000名のスペイン将兵が東部戦線で戦った。彼らはスペイン、ドイツの勲章を与えられ、そして青師団の名前を冠した栄誉メダルをヒトラーによって与えられた唯一の師団であった。
スターリングラード攻防戦以降、ドイツ軍の戦線崩壊により、状況が変化、ドイツ軍の多くが南に配備された。この時までにエミリオ・エステバン＝インファンテスが指揮を取っていた。

## 解散と青外人部隊
結局、連合国とスペイン親英保守派（ローマ・カトリック教会および多くの当局関係者を含む）はフランコにドイツ東部戦線から部隊を引き上げるよう圧力をかけ始めていた。フランコは1943年春に交渉を開始、10月10日、撤退するよう命令した。
一部のスペイン将兵は帰国を拒否した。何人かの人々は彼らが1,500名以下で、フランコが非公式にこれを認めたと考えているが、いずれにせよ、11月3日、スペイン政府は全ての部隊にスペインへの帰国を命令した。結局「非復員者」の合計は3,000名（多くがファランヘ党員）近くが残ることとなった。スペイン将兵はドイツ軍（主に武装親衛隊）に加わり、新たな義勇兵はルルド近辺でスペイン国境を越え、ドイツに占領されたフランスへ移動した。新たな部隊は青外人部隊（Legión Azul）と呼ばれていた。
スペイン軍は最初、第121歩兵師団の一員となっていたが、1944年3月、帰国するよう命令され、3月21日、スペインへ移動した。残存した義勇兵はドイツ軍に吸収された。
スペイン人で編成された小隊は第3山岳師団、第357歩兵師団へ配属された。部隊のうち、ひとつはラトビアに派遣され、別の2個中隊はチトー率いるパルチザンと戦うためにユーゴスラビアにおいてブランデンブルク連隊とドイツ第121師団に配属された。50人のスペイン人ファシストはフランスレジスタンスと戦うためにフランスのピレネー山脈に入ったが、そのうち幾人かは元共和国派の共産主義者であった。
第101スペイン中隊（第101SS義勇兵中隊）の140名は第28SS義勇擲弾兵師団 ヴァロニェン（ワロン第1）に配属され、ポメラニア、ブランデンブルクで戦った。後に第11SS義勇装甲擲弾兵師団 ノルトラントの一部として、ミゲル・アレチェ（en）親衛隊大尉の指揮下で、ソビエト赤軍とのベルリンにおける戦いで最期の日まで戦った。
青師団およびその後の部隊における犠牲者は戦死4,954名、負傷8,700名であった。青師団ないし第101SSスペイン義勇中隊に参加した372名はソビエト赤軍の捕虜として連行された。1954年4月2日に国際赤十字によって派遣された帰還船セミラミス（Semiramis）号で生存していた286名が帰国した。
青師団の将兵が受けた勲章は以下の通りである。
- 2個 - 騎士十字章（1つは柏葉付）
- 2個 – ドイツ十字章金章
- 138個 - 一級鉄十字章
- 2,359個 - 二級鉄十字章
- 2,216個 – 戦功十字章（剣付）

## 遺産
これらはまだ研究、評価が確定していないが、1960年代、1970年代のスペイン軍の高級将校らの多くが（全てというわけではないが）間違いなく青師団に所属していたという事実は1970年代後半のスペイン民主主義移行の中で彼らの役割と見解について影響を及ぼした。1981年2月23日に発生したクーデター（23-F）に参加した多くの将軍はクーデター側、鎮圧側両方を含めて第二次世界大戦中、青師団に所属していた人々であった。彼らの中に、ミランス・デル・ボッシュ（en）とアルフォンソ・アルマダ・コミン（es）らも参加していた。他の青師団の元将兵、たとえば、グアルディア・シビルの1981年当時の司令官ホセ・ルイス・アランブル・トペテ（José Luis Aramburu Topete）とホセ・ガベイラス（José Gabeiras）らは若き国王、フアン・カルロス1世が支持する民主政府に忠実なままであった。

### ノヴゴロド、聖ソフィア大聖堂の十字架

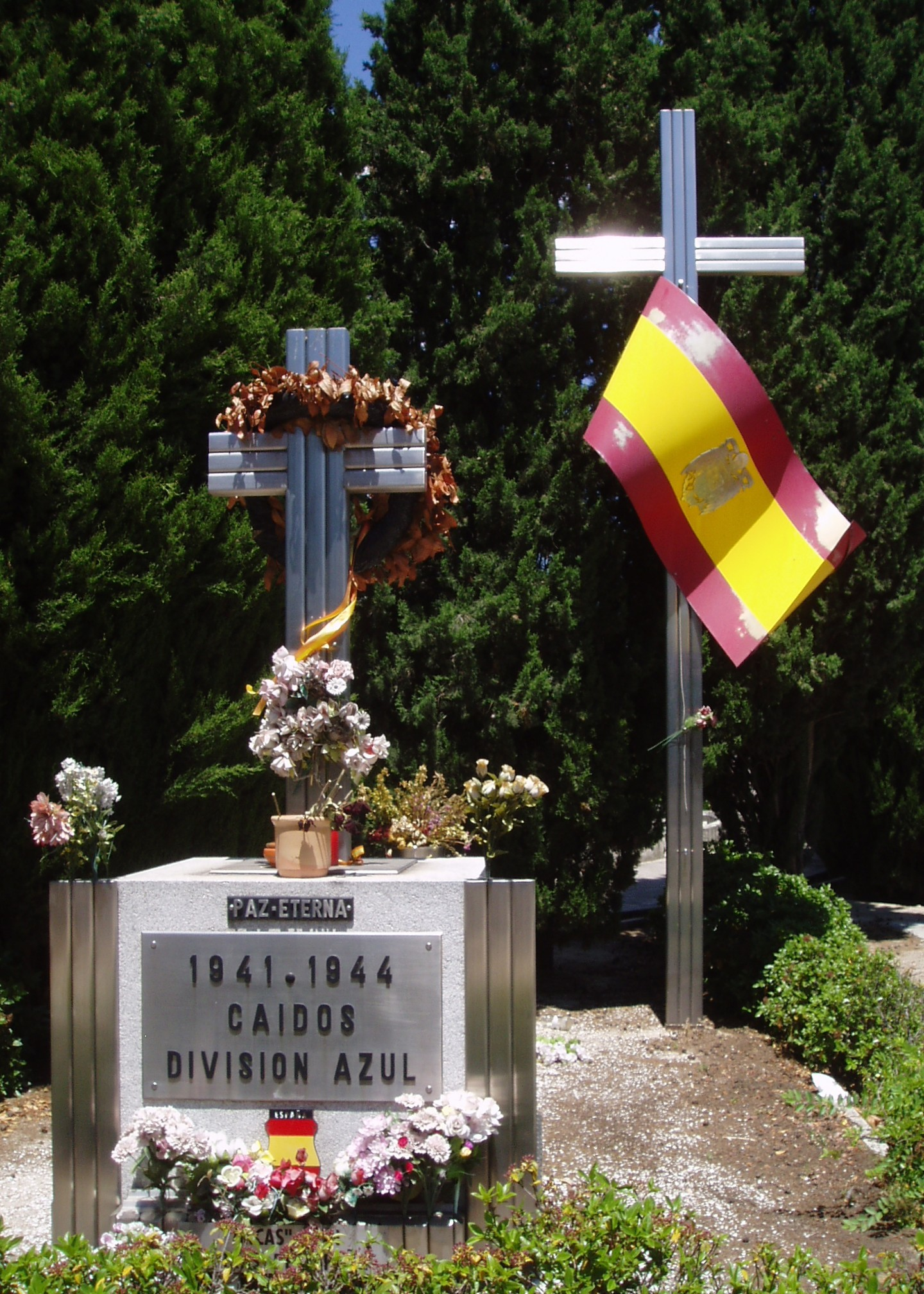
マドリード、アルムデナの墓地、青師団所属将兵の地下納骨所

ノブゴロドがドイツに占領された間、クレムリは戦闘のために多大な損害を負った。しかし、大聖堂自体は生き残った。第二次世界大戦中、青師団の師団本部が置かれた間、中心のドーム上の大きな十字架は砲撃により、一つずつ落下した。この十字はスペインへ運ばれ、最初はブルゴスに、その後、マドリード近郊のオジョ・デ・マンサナーレス（en）のスペイン軍工兵学校に移された。60年以上の間、それはマドリードのスペイン軍工兵学校博物館に収められていたが、2004年、スペインのホセ・ボノ（en）国防大臣によってロシア正教会へ返すことが発表され、実際に、2004年11月16日、スペイン政府はノブゴロドの聖ソフィア大聖堂に十字架を返還した。